# Robert Tepper
Robert Tepper (* 30. Mai 1950 in Bayonne, New Jersey) ist ein US-amerikanischer Sänger und Songwriter.

## Hintergrund
Zu seinen bekanntesten Hits zählen der Song Angel of the City aus dem Film Die City-Cobra und No easy way out aus dem Film Rocky IV. In beiden Filmen verkörperte Sylvester Stallone die Hauptfigur.
1986 war er Co-Autor von Pat Benatar bei dem Song Le Bel Age.

## Diskografie

### Studioalben
| Jahr | Titel           | Höchstplatzierung, Gesamtwochen, AuszeichnungChartplatzierungen (Jahr, Titel, Platzierungen, Wochen, Auszeichnungen, Anmerkungen) | Höchstplatzierung, Gesamtwochen, AuszeichnungChartplatzierungen (Jahr, Titel, Platzierungen, Wochen, Auszeichnungen, Anmerkungen) | Anmerkungen                      |
| Jahr | Titel           | UK | US | Anmerkungen                      |
| ---- | --------------- | --- | --- | -------------------------------- |
| 1986 | No Easy Way Out | — | US144 (8 Wo.)US | Erstveröffentlichung: April 1986 |

Weitere Alben
- 1988: Modern Madness
- 1996: No Rest For The Wounded Heart
- 2012: New Life Story

### Singles
| Jahr | Titel Album                     | Höchstplatzierung, Gesamtwochen, AuszeichnungChartplatzierungen (Jahr, Titel, Album, Platzierungen, Wochen, Auszeichnungen, Anmerkungen) | Höchstplatzierung, Gesamtwochen, AuszeichnungChartplatzierungen (Jahr, Titel, Album, Platzierungen, Wochen, Auszeichnungen, Anmerkungen) | Anmerkungen                       |
| Jahr | Titel Album                     | UK | US | Anmerkungen                       |
| ---- | ------------------------------- | --- | --- | --------------------------------- |
| 1986 | No Easy Way Out                 | UK77 Silber · (1 Wo.)UK | US22 (16 Wo.)US | Erstveröffentlichung: Januar 1986 |
| 1986 | Don’t Walk Away No Easy Way Out | — | US85 (3 Wo.)US | Erstveröffentlichung: April 1986  |